# Astichus maculipennis
Astichus maculipennis är en stekelart som först beskrevs av Walker 1872.  Astichus maculipennis ingår i släktet Astichus och familjen finglanssteklar. Inga underarter finns listade.